# Mio Hasselborg
Mio Hasselborg, właśc. Maria Hasselborg (ur. 19 grudnia 1980) – praworęczna szwedzka curlerka. W curling rozpoczęła grać w wieku 10, w obecnym klubie (CK Granit-Gävle) jest od 2003. Trzykrotnie reprezentowała Szwecję na Mistrzostwach Europy, w 2001 grała na pozycji otwierającej, drużyna której była członkiem wywalczyła wówczas złoty medal. Rok później również zdobyła złoty medal lecz Hasselborg była zawodniczką rezerwową zespołu Anette Norberg, nie zagrała w żadnym spotkaniu. Wiosną 2006 w finale mistrzostw kraju drużyna Camilli Johanssons pokonała Anette Norberg i zapewniła sobie wyjazd do Bazylei na ME. Zajęła tam 6 lokatę.

## Drużyna
- Camilla Johansson – skip
- Katarina Nyberg – trzecia, wiceskip
- Elisabeth Persson – otwierająca
- Linda Ohlson – rezerwowa